# Do Van Ranst
Do Van Ranst (Dendermonde, 13 juli 1974) is een Vlaams auteur van kinder- en jeugdboeken.

## Biografie
Van Ranst debuteerde in 1999 met Boomhuttentijd, een verhaal over zelfmoord, rouw en verdriet. Later volgde Zeven zinnen en een zoen, een speels verhaal over een jong meisje dat voor de eerste keer moet zoenen op de planken. Het succesrijke boek kreeg twee vervolgen: Een pruik en paarse lippen en Hoge hakken en een hoed.
Mijn bed is een boot gaat over een jongen die met zijn moeder de dood van zijn vader verwerkt. Een boek ook over thuiskomen en het verleden af en toe vergeten. In Mijn hondenjongen, dat bekroond werd door de Kinder- en Jeugdjury Vlaanderen, staat verliefdheid centraal.
Met zijn manuscript Mijn vader zegt dat we levens redden won Van Ranst de Prijs Knokke-Heist Beste Jeugdboek 2004. Het is een verhaal in een ongewoon decor over jonge mensen in een huis in een bocht van een doodlopende weg, waar om de haverklap een auto de gevel ramt. Dat zorgt voor ongewone ontmoetingen. Het is een verhaal over jongeren en hun wereld. Het taalgebruik is sober en poëtisch. Het boek kreeg een Duitse vertaling door Andrea Kluitmann, met als titel Wir retten Leben, sagt mein Vater, en won de Jugendbuchpreis op de Frankfurter Buchmesse 2007. 
Naast schrijven doet Van Ranst aan theater, en is hij actief betrokken bij kindertoneelgroep KinderkunstVEEG! uit Hamme, waarvoor hij diverse stukken schreef. Verder is hij visual merchandiser bij een bekend kledingbedrijf.
Van Ranst heeft nu ook een vervolg klaar op "Hoge hakken en een hoed" . Dit zal het laatste deel worden van deze serie.
Hij heeft 2 zonen en 3 dochters.

## Prijzen
- 2003 Provinciale prijs Letterkunde voor Jeugdliteratuur voor Mijn hondenjongen[3]
- 2004 Prijs Kinder- en Jeugdjury Vlaanderen voor Mijn hondenjongen
- 2004 Prijs Knokke-Heist Beste Jeugdboek voor Mijn vader zegt dat wij mensenlevens redden (12500 euro)
- 2005 Nominatie voor de Boekenleeuw
- 2006 Boekenwelp voor Ravenhaar
- 2007 Boekenwelp voor Dun
- 2007 Deutscher Jugendliteraturpreis voor Mijn vader zegt dat wij levens redden[1]
- 2008 Prijs Knokke-Heist Beste Jeugdboek voor Moeders zijn gevaarlijk met messen
- 2008 Inclusieve Griffel voor Moeders zijn gevaarlijk met messen
- 2009 Boekenwelp voor Moeders zijn gevaarlijk met messen

- Bibliothèque nationale de France: cb156210983 (data)
- Digitale Bibliotheek voor de Nederlandse Letteren: rans006
- Gemeinsame Normdatei: 124617735
- International Standard Name Identifier: 0000 0000 1420 7169
- MusicBrainz: bda8087d-8823-48c1-b002-c34564b996ab
- Nederlandse Thesaurus van Auteursnamen: 18829726X
- Système universitaire de documentation: 194337685
- Virtual International Authority File: 52015867
- WorldCat: E39PBJwmTKmX6V34hFVbktGJXd